# 霍亨索倫-黑興根親王國
霍亨索倫-黑興根（德語：Hohenzollern-Hechingen）是德國西南部的一個小公國。它的統治者屬於霍亨索伦王朝的施瓦本分支。
霍亨索倫郡-黑興根於1576年在分割神聖羅馬帝國的領地霍亨索倫後成立。當霍亨索倫的最後一位伯爵卡爾一世去世時，這片領土將被他的三個兒子瓜分，其中長子艾特爾·腓特烈獲得黑興根，成為第一任伯爵。
與布蘭登堡－普魯士的霍亨索倫家族不同，德國西南部的霍亨索倫家族仍然是羅馬天主教徒。該國於1623年升格為親王國。
公國於1806年加入萊茵邦聯，1815年至1850年間是德意志邦聯的成員國。1848年的民主革命在霍亨索倫取得了相對成功，1848年5月16日，親王被迫接受建立一部憲法。然而君主和民主人士之間的衝突仍在繼續，1849年8月6日，霍亨索倫被普魯士軍隊佔領。1849年12月7日，康斯坦丁將領地賣給了普魯士國王腓特烈·威廉四世。1850年3月12日，霍亨索倫-黑興根正式成為普魯士的一部分，與霍亨索倫-西格馬林根共同組成霍亨索倫省。

## 君主

### 霍亨索倫-黑興根伯爵
- 艾特爾·腓特烈四世，1576年—1605年
- 約翰·格奧爾格，1605年—1623年

### 霍亨索倫-黑興根親王
- 艾特爾·腓特烈五世，1623年—1661年
- 菲利普，1661年—1671年
- 腓特烈·威廉，1671年—1735年
- 腓特烈·路德維希，1735年—1750年
- 約瑟夫·腓特烈·威廉，1750年—1798年
- 赫爾曼，1798年—1810年
- 腓特烈，1810年—1838年
- 康斯坦丁，1838年—1849年